# Traunsteinera sphaerica
Espèce
Traunsteinera sphaerica est une orchidée terrestre rare appartenant au genre Traunsteinera. Cette espèce endémique du Caucase et de l'Anatolie croît dans les prairies calcaires comme celles autour du lac Arpi en Arménie.
Elle est parfois considérée comme une sous-espèce de Traunsteinera globosa.